# Apis mellifera artemisia
Apis mellifera artemisia este o subspecie a albinei melifere europene (Apis mellifera).